# Префіксне дерево
Префіксне дерево (англ. trie, або англ. prefix tree) — структура даних, дерево, в якому шлях від кореня до листа визначає рядок. Рядки з однаковими префіксами мають спільний шлях від кореня довжиною цього префікса.
Префіксне дерево дозволяє зберігати асоціативний масив, ключами якого є рядки. На відміну від бінарних дерев, в листі дерева не зберігається ключ. Значення ключа можна набути прогляданням всіх батьківських вузлів, кожний з яких зберігає один або кілька символів алфавіту. Корінь дерева пов'язаний з порожнім рядком. Таким чином, нащадки вузла мають загальний префікс, звідки і відбулася назва даного абстрактного типу даних. Значення, пов'язані з ключем, зазвичай не пов'язані з кожним вузлом, а тільки з листям і, можливо, деякими внутрішніми вузлами.

## Історія, етимологія
Вперше концепцію префіксного дерева використав Аксель Туе в 1912 році для представлення множини, в якій кожен елемент є рядком. В інформатиці вперше префіксні дерева описав Рене де ла Бриндаіс в 1959 році. Також в 1960 році незалежно цю концепцію описав Едвард Фредкін, який запропонував використовувати слово trie. Вимовляти треба було [ˈtriː] (так само як і англійське слово дерево «tree»). Однак, інші автори пропонують вимовляти це [ˈtraɪ] (так само як і англійське слово «try») для того, щоб відрізніти від «tree».

## Операції
Префіксні дерева підтримують тіж самі операції, котрі можна знайти в асоціативному масиві — це операції додавання пари, а також пошуку та видалення пари за ключем:
- вставити (ключ, значення)
- шукати (ключ)
- вилучити (ключ)